# جان دومون
جان دومون (بالفرنسية: Jean Dumont) ولد بتاريخ 14 أغسطس 1943 في أمبيريو-أون-بوغي، فرنسا، هو دراج فرنسي في صنف سباق الدراجات على الطريق.

## سجل النتائج

### سباقات أو مراحل فاز بها
- طواف فرنسا

## وصلات خارجية
- الموقع الرسمي

## روابط خارجية
- جان دومون على موقع أرشيف الدراجات (الإنجليزية)
- جان دومون على موقع إحصائيات الدراجات الإحترافية (الإنجليزية)
- جان دومون على موقع CycleBase (الإنجليزية)
- Jean Dumont (cyclist) profile